# Швепс
Швепс е световноизвестна запазена марка за безалкохолни напитки, в това число газирана вода и джинджър ел. Обикновено маркетиговите ѝ кампании използват ономатопея в рекламите си: „Шшшшш... Швепс“, интерпретирайки звука от отварянето на бутилка с газирана напитка.

## История
В края на 18 век Йохан Якоб Швепе (на немски: Johann Jacob Schweppe), немски часовникар и изобретател, намира начин да произвежда газирана минерална вода, изобретявайки процеса карбонизация, при който се насища вода с въглероден двуокис. Той основава фирмата „Швепс“ в Женева през 1783 година, но по-късно се премества в Лондон и развива бизнеса си там. Основните продукти са тоник (1771 – най-старата безалкохолна напитка в света), джинджър ел (1870) и битер лимон (1957).
В България производството на „Швепс“ започва през 1977 година в софийския завод на „Безалкохолни напитки и минерални води“, като към края на 80-те години с около 140 милиона литра годишно това е най-продаваната чуждестранна марка газирани напитки в страната.

## Реклама
В рекламна кампания от 1950-те и 1960-те британският военноморски офицер и ветеран Едуард Уайтхед (Commander Edward Whitehead) нарича ефервесценсията „Швепервесценсия“. 

## Настояще
Швепс се произвежда от различни производители по света:
- В България, Обединеното кралство, Турция и някои други страни, напитките се произвеждат от The Coca-Cola Company.
- В САЩ се произвежда от Dr Pepper Snapple Group Inc. (предишно име: Cadbury Schweppes Americas Beverages).
- Австралия е едно от последните места, където все още съществува името Cadbury Schweppes. Компанията Cadbury обаче е заявила желание да продаде марката и там.